# サブテキスト
サブテキスト（英: subtext、言外の意味）またはポドテキスト（露: подтекст）とは創作物の中で、登場人物や著者が明示的に文字としては現していない事柄を指す。 
物語が進行するにつれて、聴衆や読者がその内容を察することができるようになるものである。またサブテキストはストーリーの中では副次的にしか扱われていない登場人物の考えや動機に関する内容も含む。さらにサブテキストは物議を醸しかねないテーマを取り上げるためにも使われる。 

## 解説
フィクションであることを読者が忘れないようにするために比喩を用いて表現することが多い。 特に登場人物の性格がもともと曖昧であったり、自身に言及することが多い場合には、多くの著者が明示的にサブテキストを使い（サブテキストに対するサブテキストを使うことがある）、これが笑いをもたらす。 
サブテキストは対話の裏にある思考内容である。 対話の裏には葛藤や怒り、競争、誇り、自己顕示、その他の暗黙の考えや情動がある。サブテキストとは登場人物の語られない考えであり、動機である—本当の考えと信念のことである。 
サブテキストはフィクションの中に社会的・政治的なメッセージをもぐりこませるために頻用される方法でもある。サブテキストが登場人物の語りの中に挿入されることもよくある。これは検閲を通るためであったり、単に一般大衆の受けを良くするために、サブテキストが扱うテーマを表に出したり、表現したりすることが不可能な場合である。よくある例として、こうしたサブテキストが性的な内容を含んでいたり、性的指向にかかわっていたりする場合がある。未成年の聴衆には見過ごされてしまうが、成人に伝わるような内容であることがある。 サブテキストはまた若い聴衆に対して表面的にアピールしながら、シニア層にも評価されるように複雑さを付け加えるためにも用いられる。漫画やサイエンス・フィクション、ファンタジー小説でそのような例がある。”不信の宙づり”（作品が描くフィクションのなかの「真実」を観客や読者が一時的に受け入れること）を助けるためにも使われる。
サブテキストは著者が生きた時代、本が書かれた背景や文化についての情報も含む。これらは作品の中では明示されていないことがあるが、セリフや社会的慣習、歴史的なディテールなどから把握することができる。 
最近になって使われるようになった用語で、metamessage (メタメッセージ、meta-message, meta messageと綴ることがある）も著者によってはサブテキストと同一視されていることがある。メタメッセージは文学作品よりも、ビジネス上のコミュニケーション を分析する際に広く使われている。

## 定義
作家であるDavid Babouleneは、物語理論に関する自身の実際的な学術的研究である"The Story Book" において、サブテキストを次のように定義している。物語のそれぞれの参加者が持つ知識のギャップの結果と生じるものである、たとえば、著者と登場人物、2人の登場人物、登場人物と聴衆の間に生じるギャップである。
一例として、1978年の映画『スーパーマン』がある。ロイス・レーンはクラーク・ケントに会ったばかりである。 このサブテキストではロイスはひと目でクラークを嫌いになる。しかし、表面的には、2人の会話は他にもクラーク・ケントのようなタイプの人間がいるのかどうかについての情報のやり取りになっている。"家にはあなたみたいな人が他にもいるのですか？"ロイスは尋ねる。"あの、まあいないというか、ノーですね"とクラークが応える。 

## 例
ヘンリク・イプセンによる戯曲、『幽霊』の中でのサブテキストは登場人物の理解を深めるために重要な役割を果たしている。当時の社会的慣習による制限のために登場人物はいつも自由に発言することができるわけではないからである。
ウディ・アレンの映画の『アニー・ホール』の一シーンにおいて字幕が、一見無邪気な会話の裏側にある、登場人物の内側の考えを明示している。サブテキストが明示的に作品の中で使われた一例である。
ビクトリア朝小説が特徴で社会規範などの厳しい結婚に関する習慣、タブーに対抗するために、婚姻や相続に最初に誕生息子等 を形成するサブテキストのプロットします。 これらの課題を展開できる無意識のうちに、 ウィルキー・コリンズの『白衣の女』の一環として、隠した批判性の政治、 シャーロット・ブロンテの『ジェーン・エア』である。
『親友の底』というイギリスのコメディテレビシリーズの結合では、"キャプテン・サブテキスト"が物語に対するツールとしてもちいられている。視聴者の意識のサブテキスト的なメッセージとして対話している。では、この対話やサブテキストて意図的に作ったユーモアである。
テレビのSFドラマ、たとえば『スタートレック』や『ドクター・フー』（いずれも暗黙のうちに性的な場面を回避している）については、しばしば一部のシーンやセリフについてサブテキストの議論がある。
サブテキストのヒントがメインテキストの中に差し込まれたインターテキストの形で現されていることがある。インターテキストとは他のテキストのテーマからの引喩である。その一例として、映画『ブレードランナー』では数多くの聖書 (intertextual) からの引喩があり、サブテキストを宗教に触発されたものとして捉えることができる創造者を探しだし、物理的な実在を越えた生きる意義を探すようなことである。